# Steven Zuber
Steven Zuber (født 17. august 1991) er en schweizisk professionel fodboldspiller, som spiller for den græske Super League-klubben AEK Athen og Schweiz' landshold.

## Klubkarriere
Zuber fik sin seniordebut 12. juli 2008 for Grasshopper Zürich i Toto-cuppens anden runde mod KS Besa Kavajë fra Albanien, hvor han blev skiftet ind i det 83. minut. I den Schweiziske Super League fik han debut i en 1-1-kamp mod FC Vaduz fra Liechtenstein.
Den 5. juli 2013 forlod Zuber den schweiziske liga og skrev kontrakt med klubben CSKA Moskva fra Ruslands Premier League. I Rusland fik han sin debut mod Zenit Skt. Petersborg den 13. juli 2013 i Ruslands Super Cup, en kamp CSKA vandt 3-0. Debuten i Ruslands Premier League kom fire dage senere mod FC Ural Jekaterinburg. Zuber valgte den 14. august 2014 at skrive kontrakt med den tyske bundesligaklub TSG Hoffenheim. Kontrakten er i alt på fire år. Den 25. januar 2017, forlængede han kontrakten med TSG Hoffenheim til 2020.

## Landsholdskarriere
Efter at have spillet for flere schweiziske ungdomslandshold i en årrække og ellers ikke have berøring med A-landsholdet, blev Steven Zuber indkaldt til Schweiz's fodboldlandshold den 17. marts 2017. I 2018 blev han en del af den 23-mand store trup, der blev udtaget til VM i fodbold 2018. I VM-kampen mod Brasilien i Rostov udlignede Zuber til 1-1 i det 50. minut, hvilket blev kampens resultat.